# Leyti N'Diaye
Leyti N'Diaye (Dakar, 19 agosto 1985) è un ex calciatore senegalese, di ruolo difensore.

## Carriera

### Club
Dopo essere stato mandato a lungo in prestito dall'Olympique Marsiglia, nel 2010 diviene elemento stabile della rosa e, oltre a alcune presenze in campionato, raccoglie anche una presenza in Champions League, ma la stagione successiva torna in prestito al club còrso.

## Palmarès

### Club

#### Competizioni nazionali
- Coppa di Lega francese: 1

O. Marsiglia: 2010-2011
- Supercoppa francese: 2

O. Marsiglia: 2010, 2011